# Gorå

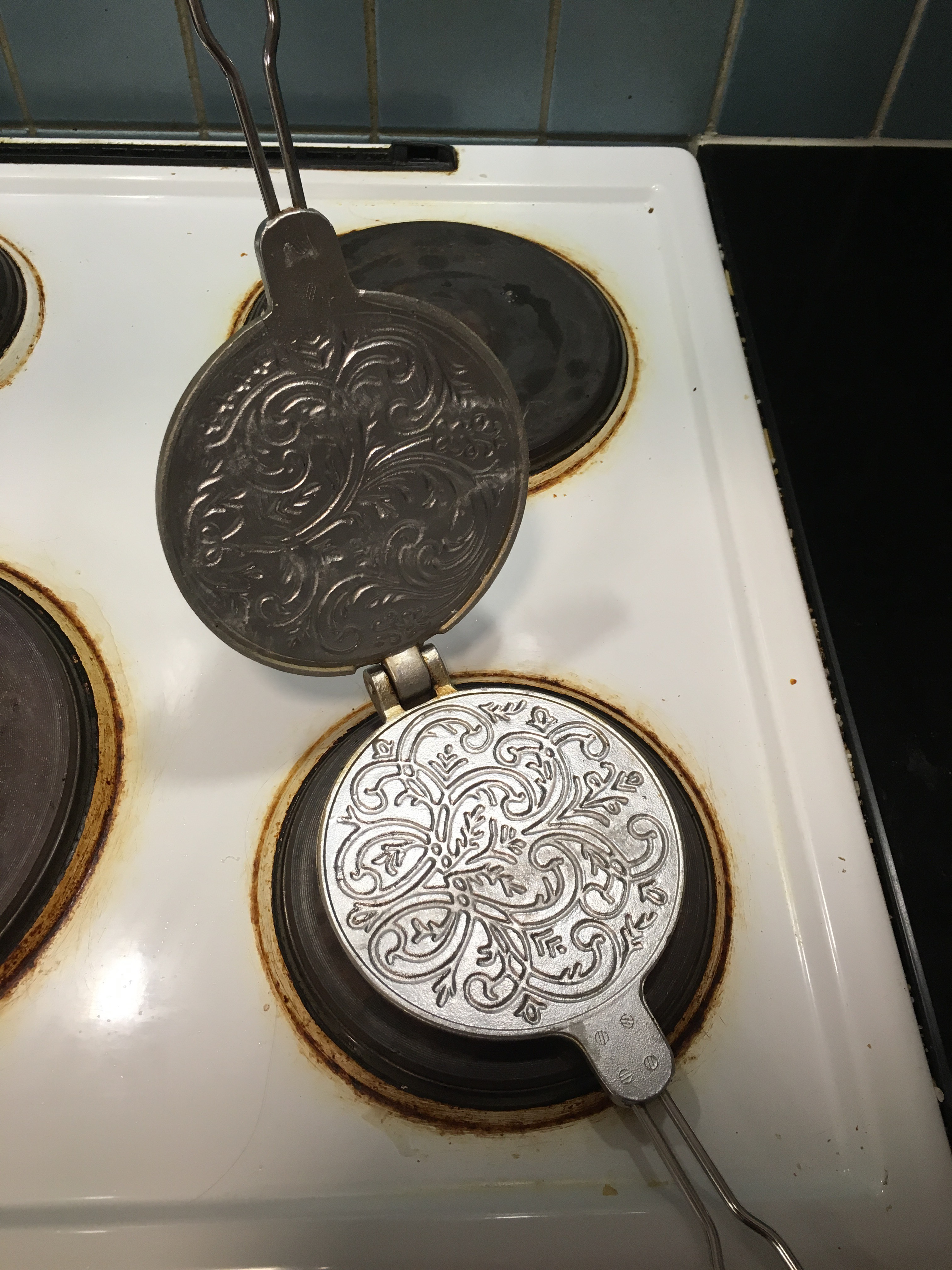
Ett goråjärn.

Gorå eller gorån är ett slags tunt, mönstrat våffelliknande rån som gräddas i ett platt ornerat järn. Namnet kommer av god råd, det vill säga en kaka som bakas när man har god råd, jämför danska goderåd och norska goro.

## Rullrån
En snarlik variant är rullrån. Denna görs också i ett rånjärn men rullas direkt efter gräddningen till en rulle.